# Han Sŏrya
Han Sŏrya (hangeul : 한설야 ; hanja : 韓雪野 ; RR : Han Seol-ya) est un romancier nord-coréen, né le 3 août 1900 et mort le 6 avril 1976. Politiquement très influent, il est membre du Comité central du Parti du travail de Corée et est à l'origine de plusieurs productions relevant du culte de la personnalité entourant Kim Il-sung. L'une de ses principale œuvre, Chacals, est un modèle de l'antiaméricanisme du régime nord-coréen.